# بخش رونیز
بخش رونیز یکی از بخش‌های شهرستان استهبان در استان فارس ایران است.

## تقسیمات کشوری
- بخش رونیز
  - دهستان خیر
  - دهستان رونیز

شهرها: رونیز

## جمعیت
بنابر سرشماری مرکز آمار ایران، جمعیت بخش رونیز شهرستان استهبان در سال ۱۳۹۵ برابر با ۲۲،۶۴۸ نفر یازدهمین بخش بزرگ استان فارس بوده است.